# Musée national de Kinshasa
L'Institut des musées nationaux du Congo (en sigle IMNC) est une institution publique regroupant les musées nationaux du Congo, tel que le musée national de la république démocratique du Congo et le musée national de Lubumbashi. Il a été fondé en 1970 et situé dans la commune de la Gombe (Kinshasa), dans le parc présidentiel sur le mont Ngaliema. Un site historique dont il est actuellement menacé d'expulsion. Il fonctionne sous l'égide du ministère de la Culture et des Arts.

## Histoire
Le musée national de Kinshasa a été fondé en 1970. Après l'inauguration du nouveau musée national de la république démocratique du Congo (MNRDC) en juin 2019, une grande partie des collections du musée seront désormais conservées et exposées dans le nouveau musée situé sur le boulevard triomphal entre l'immeuble de la Territoriale et la cathédrale protestante de Kinshasa.